# 三疊溪橋
臺鐵縱貫線三疊溪橋是位於中華民國（台灣）嘉義縣大林鎮與溪口鄉之間的一座鐵路橋樑，跨越三疊溪，連接嘉義縣大林鎮大林車站與民雄鄉民雄車站，現役橋梁1991年2月重建完成，同年3月通車。

## 歷史與設計

### 第一代橋
1895年日本統治台灣後，除了改建原北部的清代鐵路以外，並自1899年起由南、北兩端建設縱貫線，南部路線由臺灣總督府鐵道部打狗出張所從打狗往北鋪設，1903年路線推進到他里霧（今斗南車站），在跨越三疊溪之處建設第一代三疊溪橋，1903年5月11日開工，原本路線測量時設計是70呎跨度2孔、50呎跨度7孔的橋梁，實際施工時為70呎跨度2孔、50呎跨度5孔之上承式鋼鈑梁單線鐵路橋，橋長129.9公尺，橋墩以紅磚砌築、基礎為木樁，在1903年10月20日竣工，同年12月15日隨著他里霧（今斗南）～大莆林（今大林）～打貓（今民雄）～嘉義路段通車而啟用。
戰後1959年八七水災時，第一代橋發生橋墩倒塌，災後重建橋墩1座。
1973年起縱貫線全線（基隆～高雄間）分段進行鐵路電氣化工程，於第一代橋橋上增設電桿及電車線設備，1978年12月18日，包含第一代橋在內的彰化～嘉義間完成通電、同月28日正式通車。
第一代橋使用至1989年12月15日，因路線切換至施工臨時橋後停用拆除。

### 第二代橋
戰後中華民國時期之臺灣鐵路管理局自1967年9月起分階段將縱貫線彰化～民雄間、嘉義～新市間之單線鐵路擴建為複線鐵路，其中大林至民雄路段利用第3批世界銀行貸款辦理擴建，於第一代橋上游側（東側）一旁新建第二代橋，做為東正線（南下線）橋。
第二代三疊溪橋為上承式鋼鈑梁單線鐵路橋，長129.5公尺，共7橋孔，分別為22.25公尺跨度2孔、16公尺跨度5孔，RC造橋墩，1969年7月（或9月）開工，1970年10月6日隨斗南～大林～民雄段雙線化通車而啟用。二代橋通車後，原一代橋改做西正線（北上線）橋。
1973年起縱貫線全線（基隆～高雄間）分段進行鐵路電氣化工程，於第二代橋橋上增設電桿及電車線設備，1978年12月18日，包含第二代橋在內的彰化～嘉義間完成通電、同月28日正式通車。
第二代橋使用至1989年11月6日，因路線撥接至施工臨時橋後停用拆除。

### 第三代橋（現役）
台灣日治時期後期及戰後時期，臺灣鐵路管理局陸續改建或補強老舊鐵路橋梁，並自1980年代起大規模重建舊橋，除了已經重建完成者之外，盤點出29座橋梁，分別納入「鐵路沿線老舊橋梁重建工程」及「五大橋梁重建工程」兩計畫，而三疊溪橋以前者的工程計畫重建，為第三代橋。
第三代新橋建造於原第一、第二代橋位置，亞新工程顧問公司設計、世仁營造公司承包建造，新橋建設前先於第二代橋東側（上游側）15公尺施作臨時軌便橋，其跨度、橋長、結構與第三代永久橋雷同，標準活載重KS-16級。臨時便橋1988年2月17日開工，進度緩慢，至1989年11月6日及12月15日開通東、西臨時正線，嗣後即停用第一、第二代橋並予拆除，原地新建第三代永久橋。
第三代橋1990年動工，橋台為懸臂式RC構造，主橋下部結構為單柱懸臂式長圓形RC橋墩、鋼筋混凝土場鑄樁基礎；上部結構為上承式預力混凝土簡支梁，橋長138.72公尺，計7橋孔，每孔跨徑19.81公尺，標準活載重KS-18級。三代橋開工初期工程進度遲緩，經包商更換工地負責人後始改善進度，1991年2月第三代橋完成，3月18日西正線通車、同月28日東正線通車
，橋面鋪設傳統道碴式軌道。